# Interkontinentální pohár 1996
Třicátý pátý ročník Interkontinentálního poháru byl odehrán 26. listopadu 1996 na Národním stadionu v Tokiu, kde se pravidelně hrál pravidelně již od roku 1980. Ve vzájemném zápase se střetli vítěz Ligy mistrů v ročníku 1995/96 – Juventus FC a vítěz Poháru osvoboditelů v ročníku 1996 – CA River Plate.

## Zápas
| 26. listopadu 1996 19.15 JST (UTC +9) (4.15 SEČ) |        |                |                                                            |
| Juventus FC                                      | 1 : 0  | CA River Plate | Národní stadion, Tokio rozhodčí: Márcio Rezende de Freitas |
| Del Piero 81'                                    | Report |                | Národní stadion, Tokio rozhodčí: Márcio Rezende de Freitas |

| Juventus | River Plate |

|                |    |                      |     |     |
|                |    |                      |     |     |
| B              | 1  | Angelo Peruzzi       |     |     |
| PO             | 3  | Moreno Torricelli    | 82' |     |
| SO             | 2  | Ciro Ferrara         |     |     |
| SO             | 4  | Paolo Montero        | 51' |     |
| LO             | 5  | Sergio Porrini       | 67' |     |
| PZ             | 7  | Angelo Di Livio      |     |     |
| SZ             | 14 | Didier Deschamps     |     |     |
| LZ             | 18 | Vladimir Jugović     | 50' |     |
| SZ             | 21 | Zinédine Zidane      | 84' | 89' |
| PÚ             | 10 | Alessandro Del Piero |     |     |
| LÚ             | 9  | Alen Bokšić          |     |     |
| Střídání:      |    |                      |     |     |
| Z              | 20 | Alessio Tacchinardi  |     | 89' |
| Trenér:        |    |                      |     |     |
| Marcello Lippi |    |                      |     |     |

|            |    |                   |     |     |
|            |    |                   |     |     |
| B          | 1  | Roberto Bonano    |     |     |
| PO         | 4  | Hernán Díaz       |     |     |
| SO         | 2  | Celso Ayala       |     |     |
| SO         | 6  | Edudardo Berrizo  |     |     |
| LO         | 3  | Juan Pablo Sorín  |     |     |
| SZ         | 8  | Roberto Monserrat |     |     |
| SZ         | 5  | Leonardo Astrada  | 38' |     |
| LZ         | 11 | Sergio Berti      |     | 74' |
| PZ         | 9  | Enzo Francescoli  |     |     |
| LÚ         | 10 | Ariel Ortega      |     |     |
| PÚ         | 7  | Julio Cruz        |     | 83' |
| Střídání:  |    |                   |     |     |
| Ú          | 18 | Leonel Gancedo    |     | 74' |
| Ú          | 18 | Marcelo Salas     |     | 83' |
| Trenér:    |    |                   |     |     |
| Ramón Díaz |    |                   |     |     |

| Muž zápasu: Alessandro Del Piero (Juventus FC) |

## Vítěz
| Interkontinentální pohár 1996 Juventus FC (2. vítězství) |